# Verblijfsrecreatie
Verblijfsrecreatie of verblijfstoerisme is een vorm van recreatie waarbij de recreant voor een bepaalde tijd, maar ten minste een nacht in het recreatiegebied of de toeristische plaats verblijft. Het gebied is daartoe ingericht met faciliteiten als hotels, pensions en kampeerterreinen.

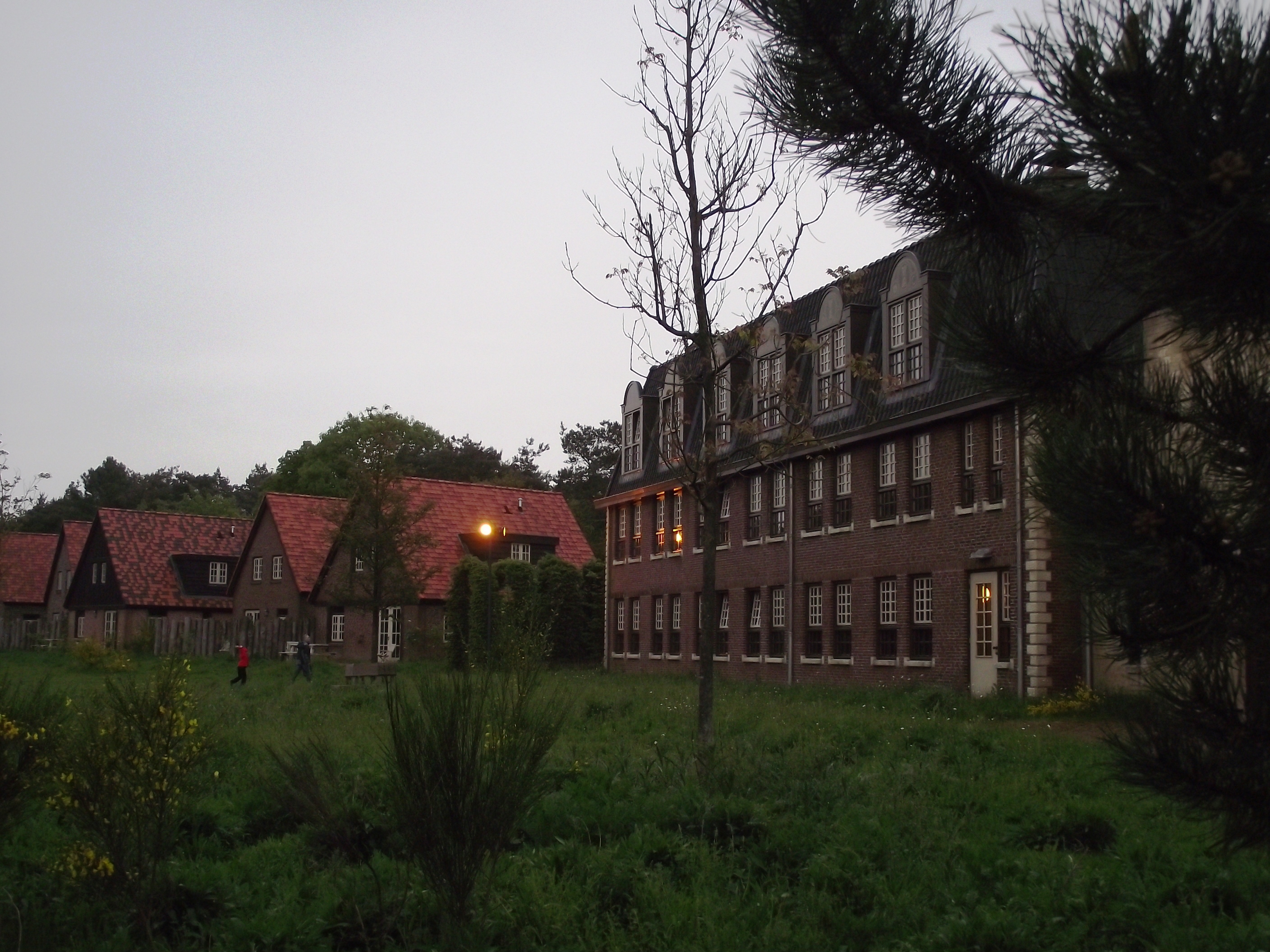
Bosrijk bij de Efteling is een vorm van verblijfstoerisme
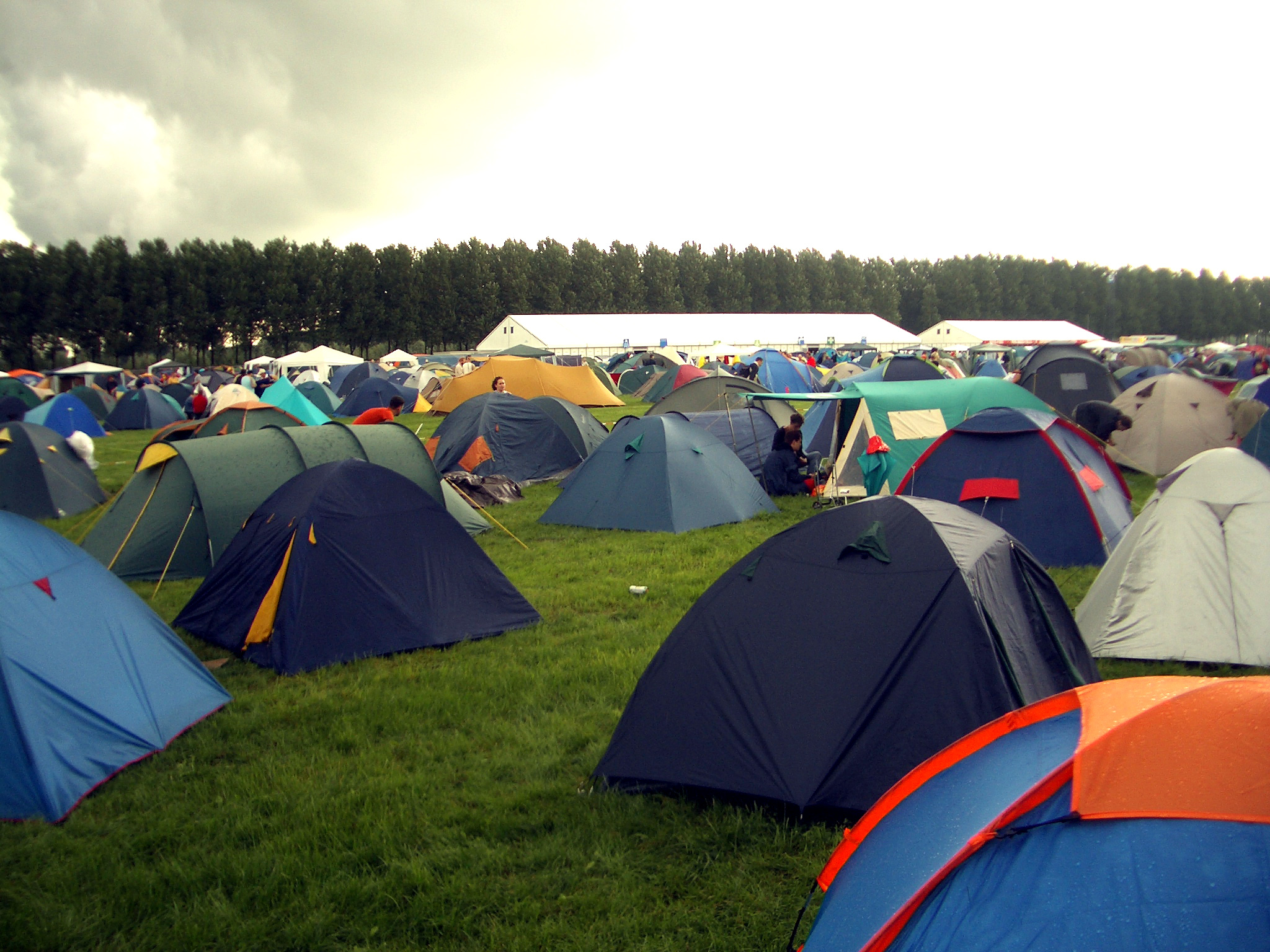
Een tijdelijke camping ten behoeve van het muziekfestival Lowlands